# Skumavc
Skumavc je priimek več znanih Slovencev:
- Bruno Skumavc (1927—2011), strojnik, gospodarstvenik, lovec
- Franc Skumavc (*1926), izseljenski duhovnik
- Marjan Skumavc (1947—2011), slikar, risar/karikaturist, novinar, boksar